# L'executor (pel·lícula de 2024)
L'executor (coreà 베테랑2 Beterang 2, Veterà 2; difosa en anglès com a I, the Executioner) és una pel·lícula d'acció criminal de Corea del Sud del 2024 coescrita, dirigida i produïda per Ryoo Seung-wan, protagonitzada per Hwang Jung-min i Jung Hae-in. La seqüela de la pel·lícula de Ryoo del 2015 Veteran, segueix al veterà detectiu Seo Do-cheol fent equip amb un jove detectiu, Park Sun-woo, en una persecució d'un assassí en sèrie. S'ha subtitulat al català.
La pel·lícula es va estrenar a la secció Projeccions de Mitjanit al 77è Festival Internacional de Cinema de Canes el 21 de maig de 2024. Es va estrenar a les sales de Corea del Sud el 13 de setembre de 2024.

## Argument
El detectiu veterà Seo Do-cheol i el seu equip de la Unitat d'Investigació de Delictes Violents dediquen la seva vida a lluitar contra el crim, sovint a costa de la seva vida personal.
Quan la mort d'un professor està relacionada amb una sèrie d'assassinats anteriors, tota la nació es veu sacsejada per l'aparició d'un assassí en sèrie. Mentre els detectius corren per reunir pistes, l'assassí se'ls burla llançant un vídeo en línia, revelant la seva pròxima víctima prevista i submergint el país en un caos més gran.
Enmig de l'agitació, la unitat recluta el detectiu novell, Park Sun-woo, el fort sentit de la justícia del qual crida ràpidament l'atenció de Do-cheol.

## Repartiment
- Hwang Jung-min com a Seo Do-cheol
- Jung Hae-in com a Park Sun-woo
- Oh Dal-su com el capità Oh
- Oh Dae-hwan com el detectiu Wang
- Jang Yoon-ju com el detectiu Bong
- Kim Si-hoo com el detectiu Yoon
- Jin Kyung com a Lee Joo-yeon
- Shin Seung-hwan com a Park Seung-hwan
- Jung Man-sik com a Jeon Seok-woo
- Kwon Hae-hyo com a Kang Soo-dae
- Kim Jae-hwa com a Buti Samo
- Kim Won-hae com a antic líder de l'equip
- Ahn Bo-hyun com a Min Kang-hoon
- Huh Joon-ho com Kang Hang-jo
- Lee Bong-ryun com a locutor
- Oh Yoon-hong com a crític d'actualitat[3]
- Jo Kwan-woo com a pare de Chi-hoon

## Producció
El setembre de 2015, un mes després de l'estrena de la seva pel·lícula Veteran, Ryoo Seung-wan i la productora Filmmaker R&K van confirmar que van acceptar fer una seqüela, que inicialment esperaven que es fes d'aquí a dos o tres anys. El desembre de 2021, Ryoo va revelar que havia acabat el guió de la seqüela i que tenia previst rodar-lo a finals de l'any següent.
El juliol de 2022, FNC Entertainment va anunciar que se li va oferir a Jung Hae-in un paper a la pel·lícula, succeint a Yoo Ah-in com a antagonista. Al desembre de 2022, es va confirmar que Jung Hae-in s'havia unit al repartiment, que inclouria Hwang Jung-min, Oh Dal-su, Jang Yoon-ju, Oh Dae-hwan i Kim Shi-hoo repetint els seus papers de la pel·lícula original.
La fotografia principal va començar el desembre de 2022. El rodatge es va dur a terme a l'Ajuntament de Daejeon el 8 de gener de 2023. Al juliol de 2023, Ryoo va anunciar que el projecte va acabar recentment de rodatge i havia entrat en postproducció. La pel·lícula està produïda pel cineasta R&K, que Ryoo posseeix amb la seva dona Kang Hye-jung.

## Estrena
I, the Executioner va ser seleccionat per ser projectat fora de competició a la secció Projeccions de Mitjanit al 77è Festival Internacional de Cinema de Canes, on es va estrenar el 21 de maig de 2024. TLa pel·lícula també es va projectar a la secció de Presentacions especials al Festival Internacional de Cinema de Toronto el 5 de setembre de 2024. CJ ENM va estrenar la pel·lícula a Corea del Sud el 4 de setembre de 2023.

## Recepció

### Taquilla
I, the Executioner es va estrenar a Corea del Sud el 13 de setembre de 2024. Va recaptar 30 milions de dòlars estatunidencs amb més de 4 milions d'entrades durant els seus primers sis dies de llançament. A partir de l'1 de novembre de 2024, la pel·lícula va recaptar 53,7 milions de dòlars estatunidencs a la taquilla local i va acumular 7.248.584 entrades.

### Resposta crítica
Al lloc web de l'agregador de ressenyes Rotten Tomatoes, el 100% de les crítiques de 15 crítiques són positives, amb una valoració mitjana de 7,5/10.

## Reconeixements
| Cerimònia de premi      | Any  | Categoria                        | Treball                               | Resultat  | Ref.   |
| ----------------------- | ---- | -------------------------------- | ------------------------------------- | --------- | ------ |
| Baeksang Arts Awards    | 2025 | Millor actor secundari           | Jung Hae-in                           | Pendent   | [ 21 ] |
| Baeksang Arts Awards    | 2025 | Millor Assoliment Tècnic         | Yoo Sang-seop, Jang Han-seung (Stunt) | Pendent   | [ 21 ] |
| Blue Dragon Film Awards | 2024 | Millor pel·lícula                | L'executor                            | Nominat   | [ 22 ] |
| Blue Dragon Film Awards | 2024 | Millor director                  | Ryu Seung-wan                         | Nominat   | [ 22 ] |
| Blue Dragon Film Awards | 2024 | Millor actor secundari           | Jung Hae-in                           | Guanyador | [ 22 ] |
| Blue Dragon Film Awards | 2024 | Millor muntatge                  | Bae Yeon-tae                          | Nominat   | [ 22 ] |
| Blue Dragon Film Awards | 2024 | Millor fotografia i il·luminació | Choi Yeong-hwan, Lee Jae-hyuk         | Nominat   | [ 22 ] |
| Blue Dragon Film Awards | 2024 | Millor música                    | Chang Kiha                            | Nominat   | [ 22 ] |
| Blue Dragon Film Awards | 2024 | Premi Tècnic                     | Yoo Sang-seob (acrobàcia)             | Guanyador | [ 22 ] |